# 臭化ラジウム
臭化ラジウム(Radium bromide)は、RaBr2で表されるラジウムの臭化物である。ウラン鉱石からラジウムを分離する際に産生される。